# Rafflesia manillana
Rafflesia manillana är en tvåhjärtbladig växtart som beskrevs av Teschemacher. Rafflesia manillana ingår i släktet Rafflesia, och familjen Rafflesiaceae. Inga underarter finns listade i Catalogue of Life.